# Thymoites luculentus
Thymoites luculentus là một loài nhện trong họ Theridiidae.
Loài này thuộc chi Thymoites. Thymoites luculentus được Eugène Simon miêu tả năm 1894.